# Torovo
Torovo este o localitate din comuna Vodice, Slovenia, cu o populație de 32 de locuitori.